# Globus d'Or del 2023
La 80a edició dels Globus d'Or premia el millor cinema i televisió nord-americana del 2022, escollit per la Hollywood Foreign Press Association (HFPA). La cerimònia es va celebrar el 10 de gener de 2023 a The Beverly Hilton de Beverly Hills, Califòrnia, i es va emetre en directe als Estats Units per la NBC i es va transmetre a Peacock. Jerrod Carmichael va ser l'amfitrió de la cerimònia.
Els nominats es van anunciar el 12 de desembre de 2022. El duo pare-filla George i Mayan Lopez havien d'anunciar les nominacions junts, però el primer va abandonar després de donar positiu per COVID-19 ; va ser substituït per Selenis Leyva. Eddie Murphy i Ryan Murphy van ser anunciats com els destinataris del Premi Cecil B. DeMille i el Premi Carol Burnett, respectivament
The Banshees of Inisherin va rebre vuit nominacions principals, entre elles Millor pel·lícula - Musical o Comèdia i Millor director, la més aconseguida per qualsevol pel·lícula des de Cold Mountain el 2004.

## Informació sobre la cerimònia
El 20 de setembre de 2022, el productor de l'HFPA i dels Globus d'Or Dick Clark Productions va anunciar que la cerimònia s'emetria a NBC i s'emetria a Peacock amb un contracte d'un any. Després de ser l'emissora habitual dels Globus d'Or des de 1996, NBC es va negar a emetre la cerimònia de l'any anterior en suport dels boicots de diverses empreses de mitjans, actors i altres creatius sobre la història de malversació financera i manca d'acció de l'HFPA per augmentar la diversitat de membres de l'organització. L'HFPA havia aprovat prèviament una reestructuració important el juliol de 2022, en virtut de la qual el CEO interí de l'HFPA, Todd Boehly, va acordar establir una entitat amb ànim de lucre a través del seu holding Eldridge Industries (propietari de DCP i de la publicació comercial d'entreteniment The Hollywood Reporter) que ostentarà el Golden. La propietat intel·lectual dels Globe Awards i supervisa la "professionalització i modernització" de la cerimònia, incloent "[augmentar] la mida i la diversitat dels votants disponibles per als premis anuals". Les activitats filantròpiques de l'HFPA continuarien per separat com a entitat sense ànim de lucre.
A causa de conflictes amb el Sunday Night Football de la NBC (la temporada regular de la NFL s'ha ampliat amb un joc addicional des del 2021) i per evitar competir amb el Campionat Nacional de Playoffs de futbol universitari de 2023 el dilluns 9 de gener (un partit jugat al SoFi Stadium d' Inglewood) .) i els 28è Critics' Choice Awards el diumenge següent (15 de gener), la cerimònia dels Globus es va programar per al dimarts 10 de gener de 2023. Serà la primera cerimònia dels Globus d'Or que tindrà lloc un dimarts des de la 19a edició. el 1962, així com el primer que es va posar en escena una nit de setmana des dels 64è Globus d'Or es van presentar el dilluns 15 de gener de 2007.
Entre els canvis s'inclouen modificacions a les categories d'actuació secundària per a televisió: les dues categories de millor actor secundari i millor actriu de repartiment en una sèrie, minisèrie o pel·lícula de televisió s'han dividit en categories separades per a "Sèrie de televisió/comèdia musical o drama" i "Sèrie limitada/antologia o pel·lícula feta per a televisió".

### Cinema
| Millor pel·lícula | Millor pel·lícula |
| Drama | Musical o Comèdia |
| --- | --- |
| - The Fabelmans - Avatar: The Way of Water - Elvis - Tár - Top Gun: Maverick | - The Banshees of Inisherin - Babylon - Everything Everywhere All at Once - Glass Onion: A Knives Out Mystery - Triangle of Sadness |
| Millor actuació al cinema – Drama | |
| Millor actor | Millor actriu |
| - Austin Butler – Elvis com Elvis Presley - Brendan Fraser – The Whale com Charlie - Hugh Jackman – The Son com Peter Miller - Bill Nighy – Living com Mr. Williams - Jeremy Pope – The Inspection com Ellis French                                                                                    | - Cate Blanchett – Tár com Lydia Tár - Olivia Colman – Empire of Light com Hilary Small - Viola Davis – The Woman King com General Nanisca - Ana de Armas – Blonde com Norma Jeane Mortenson / Marilyn Monroe - Michelle Williams – The Fabelmans com Mitzi Schildkraut-Fabelman |
| Millor actuació al cinema – Musical o Comèdia | |
| Millor actor | Millor actriu |
| - Colin Farrell – The Banshees of Inisherin com Pádraic Súilleabháin - Diego Calva – Babylon com Manny Torres - Daniel Craig – Glass Onion: A Knives Out Mystery com Detective Benoit Blanc - Adam Driver – White Noise com Jack Gladney - Ralph Fiennes – The Menu com Chef Julian Slowik             | - Michelle Yeoh – Everything Everywhere All at Once com Evelyn Quan Wang - Lesley Manville – Mrs. Harris Goes to Paris com Ada Harris - Margot Robbie – Babylon com Nellie LaRoy - Anya Taylor-Joy – The Menu com Margot Mills - Emma Thompson – Good Luck to You, Leo Grande com Nancy Stokes / Susan Robinson                                                                                |
| Actuació de repartiment al cinema | |
| Millor actor secundari | Millor actriu secundària |
| - Ke Huy Quan – Everything Everywhere All at Once com Waymond Wang - Brendan Gleeson – The Banshees of Inisherin com Colm Doherty - Barry Keoghan – The Banshees of Inisherin com Dominic Kearney - Brad Pitt – Babylon com Jack Conrad - Eddie Redmayne – The Good Nurse com Charles "Charlie" Cullen | - Angela Bassett – Black Panther: Wakanda Forever com Queen Ramonda - Kerry Condon – The Banshees of Inisherin com Siobhán Súilleabháin - Jamie Lee Curtis – Everything Everywhere All at Once com Deirdre Beaubeirdre - Dolly de Leon – Triangle of Sadness com Abigail - Carey Mulligan – She Said com Megan Twohey                                                                          |
| Altres | |
| Millor director | Millor guió |
| - Steven Spielberg – The Fabelmans - James Cameron – Avatar: The Way of Water - Daniel Kwan and Daniel Scheinert – Everything Everywhere All at Once - Baz Luhrmann – Elvis - Martin McDonagh – The Banshees of Inisherin                                                                              | - Martin McDonagh – The Banshees of Inisherin - Todd Field – Tár - Daniel Kwan and Daniel Scheinert – Everything Everywhere All at Once - Sarah Polley – Women Talking - Steven Spielberg i Tony Kushner – The Fabelmans |
| Millor banda sonora original | Millor cançó original |
| - Justin Hurwitz – Babylon - Carter Burwell – The Banshees of Inisherin - Alexandre Desplat – Guillermo del Toro's Pinocchio - Hildur Guðnadóttir – Women Talking - John Williams – The Fabelmans | - "Naatu Naatu" (M. M. Keeravani and Chandrabose) – RRR - "Carolina" (Taylor Swift) – Where the Crawdads Sing - "Ciao Papa" (Alexandre Desplat, Roeban Katz i Guillermo del Toro) – Guillermo del Toro's Pinocchio - "Hold My Hand" (Lady Gaga, BloodPop i Benjamin Rice) – Top Gun: Maverick - "Lift Me Up" (Tems, Rihanna, Ryan Coogler i Ludwig Göransson) – Black Panther: Wakanda Forever |
| Millor pel·lícula d'animació | Millor pel·lícula de parla no anglesa |
| - Guillermo del Toro's Pinocchio - Inu-Oh - Marcel the Shell with Shoes On - Puss in Boots: The Last Wish - Turning Red | - Argentina, 1985 (Argentina) - All Quiet on the Western Front (Alemanya) - Close (Bèlgica) - Decision to Leave (Corea del Sud) - RRR (Índia) |

#### Pel·lícules amb multiples nominacions
Las següents pel·lícules van rebre múltiples nominacions
| Nominacions | Pel·lícula                        | Distribuidor                        |
| ----------- | --------------------------------- | ----------------------------------- |
| 8           | The Banshees of Inisherin         | Searchlight Pictures                |
| 6           | Everything Everywhere All at Once | A24                                 |
| 5           | Babylon                           | Paramount Pictures                  |
| 5           | The Fabelmans                     | Universal Pictures                  |
| 3           | Elvis                             | Warner Bros. Pictures               |
| 3           | Guillermo del Toro's Pinocchio    | Netflix                             |
| 3           | Tár                               | Focus Features                      |
| 2           | Avatar: The Way of Water          | Walt Disney Studios Motion Pictures |
| 2           | Black Panther: Wakanda Forever    | Walt Disney Studios Motion Pictures |
| 2           | Glass Onion: A Knives Out Mystery | Netflix                             |
| 2           | The Menu                          | Searchlight Pictures                |
| 2           | RRR                               | Variance Films                      |
| 2           | Top Gun: Maverick                 | Paramount Pictures                  |
| 2           | Triangle of Sadness               | Neon                                |
| 2           | Women Talking                     | Orion Pictures                      |

#### Pel·lícules amb multiples guardons
Les següents pel·lícules van rebre múltiples guardons
| Guardons | Pel·lícules                       |
| -------- | --------------------------------- |
| 3        | The Banshees of Inisherin         |
| 2        | Everything Everywhere All at Once |
| 2        | The Fabelmans                     |

### Televisió
| Millor sèrie | Millor sèrie |
| Drama | Musical o comèdia |
| --- | --- |
| - House of the Dragon (HBO) - Better Call Saul (AMC) - The Crown (Netflix) - Ozark (Netflix) - Severance (Apple TV+) | - Abbott Elementary (ABC) - The Bear (FX on Hulu) - Hacks (HBO Max) - Only Murders in the Building (Hulu) - Wednesday (Netflix) |
| Millor minisèrie o pel·lícula per a televisió | |
| - The White Lotus (HBO) - Black Bird (Apple TV+) - Dahmer – Monster: The Jeffrey Dahmer Story (Netflix) - The Dropout (Hulu) - Pam & Tommy (Hulu) | |
| Millor actuació – Drama | |
| Actor | Actriu |
| - Kevin Costner – Yellowstone (Paramount Network) com John Dutton - Jeff Bridges – The Old Man (FX) com Dan Chase / Henry Dixon / Johnny Kohler - Diego Luna – Andor (Disney+) com Cassian Andor - Bob Odenkirk – Better Call Saul (AMC) com Jimmy McGill / Saul Goodman / Gene Takavic - Adam Scott – Severance (Apple TV+) com Mark Scout                  | - Zendaya – Euphoria (HBO) com Rue Bennett - Emma D'Arcy – House of the Dragon (HBO) com Princess Rhaenyra Targaryen - Laura Linney – Ozark (Netflix) com Wendy Byrde - Imelda Staunton – The Crown (Netflix) com Queen Elizabeth II - Hilary Swank – Alaska Daily (ABC) com Eileen Fitzgerald                                                                                     |
| Millor actuació – Comèdia o musical | |
| Actor | Actriu |
| - Jeremy Allen White – The Bear (FX on Hulu) com Carmen "Carmy" Berzatto - Donald Glover – Atlanta (FX) com Earnest "Earn" Marks - Bill Hader – Barry (HBO) com Barry Berkman / Barry Block - Steve Martin – Only Murders in the Building (Hulu) com Charles-Haden Savage - Martin Short – Only Murders in the Building (Hulu) com Oliver Putnam             | - Quinta Brunson – Abbott Elementary (ABC) com Janine Teagues - Kaley Cuoco – The Flight Attendant (HBO Max) com Cassandra "Cassie" Bowden - Selena Gomez – Only Murders in the Building (Hulu) com Mabel Mora - Jenna Ortega – Wednesday (Netflix) com Wednesday Addams - Jean Smart – Hacks (HBO Max) com Deborah Vance                                                          |
| Millor actuació – Minisèrie o pel·lícula per a televisió | |
| Actor | Actriu |
| - Evan Peters – Dahmer – Monster: The Jeffrey Dahmer Story (Netflix) com Jeffrey Dahmer - Taron Egerton – Black Bird (Apple TV+) com James "Jimmy" Keane - Colin Firth – The Staircase (HBO Max) com Michael Peterson - Andrew Garfield – Under the Banner of Heaven (FX on Hulu) com Detective Jeb Pyre - Sebastian Stan – Pam & Tommy (Hulu) com Tommy Lee | - Amanda Seyfried – The Dropout (Hulu) com Elizabeth Holmes - Jessica Chastain – George & Tammy (Showtime) com Tammy Wynette - Julia Garner – Inventing Anna (Netflix) com Anna Sorokin / Anna Delvey - Lily James – Pam & Tommy (Hulu) com Pamela Anderson - Julia Roberts – Gaslit (Starz) com Martha Mitchell                                                                   |
| Millor actuació de repartiment – Minisèrie, comèdia, musical o drama per a televisió | |
| Actor de repartiment | Actriu de repartiment |
| - Tyler James Williams – Abbott Elementary (ABC) com Gregory Eddie - John Lithgow – The Old Man (FX) com Harold Harper - Jonathan Pryce – The Crown (Netflix) com Prince Philip, Duke of Edinburgh - John Turturro – Severance (Apple TV+) com Irving Bailiff - Henry Winkler – Barry (HBO) com Gene Cousineau                                               | - Julia Garner – Ozark (Netflix) com Ruth Langmore - Elizabeth Debicki – The Crown (Netflix) com Diana, Princess of Wales - Hannah Einbinder – Hacks (HBO Max) com Ava Daniels - Janelle James – Abbott Elementary (ABC) com Ava Coleman - Sheryl Lee Ralph – Abbott Elementary (ABC) com Barbara Howard                                                                           |
| Millor actuació secundària en una sèrie, minisèrie o pel·lícula per a televisió | |
| Actor secundari | Actriu secundària |
| - Paul Walter Hauser – Black Bird (Apple TV+) com Larry Hall - F. Murray Abraham – The White Lotus (HBO) com Bert Di Grasso - Domhnall Gleeson – The Patient (FX on Hulu) com Sam Fortner - Richard Jenkins – Dahmer – Monster: The Jeffrey Dahmer Story (Netflix) com Lionel Dahmer - Seth Rogen – Pam & Tommy (Hulu) com Rand Gauthier                     | - Jennifer Coolidge – The White Lotus (HBO) com Tanya McQuoid-Hunt - Claire Danes – Fleishman Is in Trouble (FX on Hulu) com Rachel Flieshman - Daisy Edgar-Jones – Under the Banner of Heaven (FX on Hulu) com Brenda Lafferty - Niecy Nash – Dahmer – Monster: The Jeffrey Dahmer Story (Netflix) com Glenda Cleveland - Aubrey Plaza – The White Lotus (HBO) com Harper Spiller |

#### Sèries amb multiples nominacions
Les següents series van rebre multiples nominacions:
| Nominacions | Sèries                                     | Distribuidor |
| ----------- | ------------------------------------------ | ------------ |
| 5           | Abbott Elementary                          | ABC          |
| 4           | The Crown                                  | Netflix      |
| 4           | Dahmer – Monster: The Jeffrey Dahmer Story | Netflix      |
| 4           | Only Murders in the Building               | Hulu         |
| 4           | Pam & Tommy                                | Hulu         |
| 4           | The White Lotus                            | HBO          |
| 3           | Black Bird                                 | Apple TV+    |
| 3           | Hacks                                      | HBO Max      |
| 3           | Ozark                                      | Netflix      |
| 3           | Severance                                  | Apple TV+    |
| 2           | Barry                                      | HBO          |
| 2           | The Bear                                   | FX on Hulu   |
| 2           | Better Call Saul                           | AMC          |
| 2           | The Dropout                                | Hulu         |
| 2           | House of the Dragon                        | HBO          |
| 2           | The Old Man                                | FX           |
| 2           | Under the Banner of Heaven                 | Hulu         |
| 2           | Wednesday                                  | Netflix      |

#### Sèries amb multiples premis
Les sèries següents van rebre míltiples premis: 
| Premis | Sèrie             |
| ------ | ----------------- |
| 3      | Abbott Elementary |
| 2      | The White Lotus   |

### Premi Cecil B. DeMille
El Premi Cecil B. DeMille és un premi honorific per les destacades contribucions al món de l'entreteniment. Rep el nom en honor del seu primer receptor, el director Cecil B. DeMille.
- Eddie Murphy[11]

### Premi Carol Burnett
El Premi Carol Burnett és un premi honorífic per les contrubucions destacades a la televisió dins o fora la pantalla. Rep el nom en honor de la seva primera receptora, l'actriu Carol Burnett.
- Ryan Murphy[12]